# Sławomir Jacek Żurek
Sławomir Jacek Żurek (ur. 26 kwietnia 1967 w Lublinie) – polski filolog i historyk literatury, profesor nauk humanistycznych, profesor zwyczajny Katolickiego Uniwersytetu Lubelskiego Jana Pawła II.

## Życiorys
W 1991 ukończył studia w zakresie filologii polskiej w Sekcji Filologii Polskiej Wydziału Nauk Humanistycznych Katolickiego Uniwersytetu Lubelskiego i uzyskał tytuł magistra filologii polskiej na podstawie pracy pt. Świat żydowski w twórczości Henryka Grynberga. Odbył studia doktoranckie w Instytucie Filologii Polskiej Uniwersytetu Jagiellońskiego w Krakowie, gdzie otrzymał w 1997 stopień naukowy doktora nauk humanistycznych na podstawie rozprawy pt. Synowie światła – synowie ciemności. Sakralne motywy żydowskie w poezji Arnolda Słuckiego. W 2006 uzyskał stopień doktora habilitowanego nauk humanistycznych w zakresie literaturoznawstwa (specjalność historia literatury polskiej) na podstawie dorobku naukowego oraz monografii pt. Synowie księżyca. Zapisy poetyckie Aleksandra Wata i Henryka Grynberga w świetle tradycji i teologii żydowskiej. W 2010 prezydent RP nadał mu tytuł naukowy profesora nauk humanistycznych, a w 2012 został profesorem zwyczajnym KULJPII.
Pełni funkcję kierownika Katedry Dydaktyki Literatury i Języka Polskiego KUL, kierownika Pracowni Literatury Polsko-Żydowskiej KUL, dyrektora Międzynarodowego Ośrodka Badań nad Historią i Dziedzictwem Kulturowym Żydów Europy Środkowej i Wschodniej KUL oraz kierownika polsko-niemieckiego zespołu badawczego „Pamięć Zagłady w polsko- i niemieckojęzycznej literaturze autorek i autorów drugiego oraz trzeciego pokolenia post-Szoa”.

## Członkostwo w korporacjach naukowych
- Polskie Towarzystwo Studiów Żydowskich
- Towarzystwo im. Adama Mickiewicza
- Towarzystwo Naukowe KUL
- Komisja Edukacji Szkolnej i Akademickiej Komitetu Nauki o Literaturze Polskiej Akademii Nauk
- Międzynarodowe Stowarzyszenie Studiów Polonistycznych[4]